# Elecciones presidenciales de Perú de 1868
Las elecciones presidenciales del Perú de 1868 se realizaron antes de cumplirse el primer mes de mandato provisorio de Pedro Diez Canseco Corbacho el 6 de febrero de 1868, convocó a elecciones presidenciales, en las que José Balta participó, conocido como el «héroe de Chiclayo». 
Otras candidaturas fueron la de Manuel Toribio Ureta, que representaba a los liberales, y la de Manuel Costas Arce. El Congreso, al hacer el escrutinio de los sufragios emitidos por los colegios electorales, dio validez a 3.864 de los cuales 3.168 favorecían a Balta, 384 a Costas, 153 a Ureta. 
El Congreso sancionó la nominación de Balta, cuyos vicepresidentes electos fueron los coroneles Mariano Herencia-Zevallos y Francisco Diez-Canseco Corbacho.
- Datos: Q47496780